# Fayard Nicholas
Fayard Antonio Nicholas (20 de octubre de 1914 – 24 de enero de 2006) fue un coreógrafo, bailarín y actor estadounidense. Él y su hermano menor Harold Nicholas formaron el dúo de baile de claqué Hermanos Nicholas, que protagonizó los musicales de MGM An All-Colored Vaudeville Show (1935), Stormy Weather (1943), El pirata (1948) y Hard Four (2007). Los hermanos Nicholas también protagonizaron los musicales de 20th Century-Fox Down Argentine Way (1940), Sun Valley Serenade (1941) y Orchestra Wives (1942).

## Primeros años
Nicholas nació en Alabama, pero creció principalmente en Filadelfia. Aprendió a bailar mientras veía espectáculos de vodevil con su hermano mientras sus padres músicos tocaban en la orquesta. Su padre, Ulysses D. Nicholas, era baterista y su madre, Viola Harden Nicholas, era pianista.

## Carrera

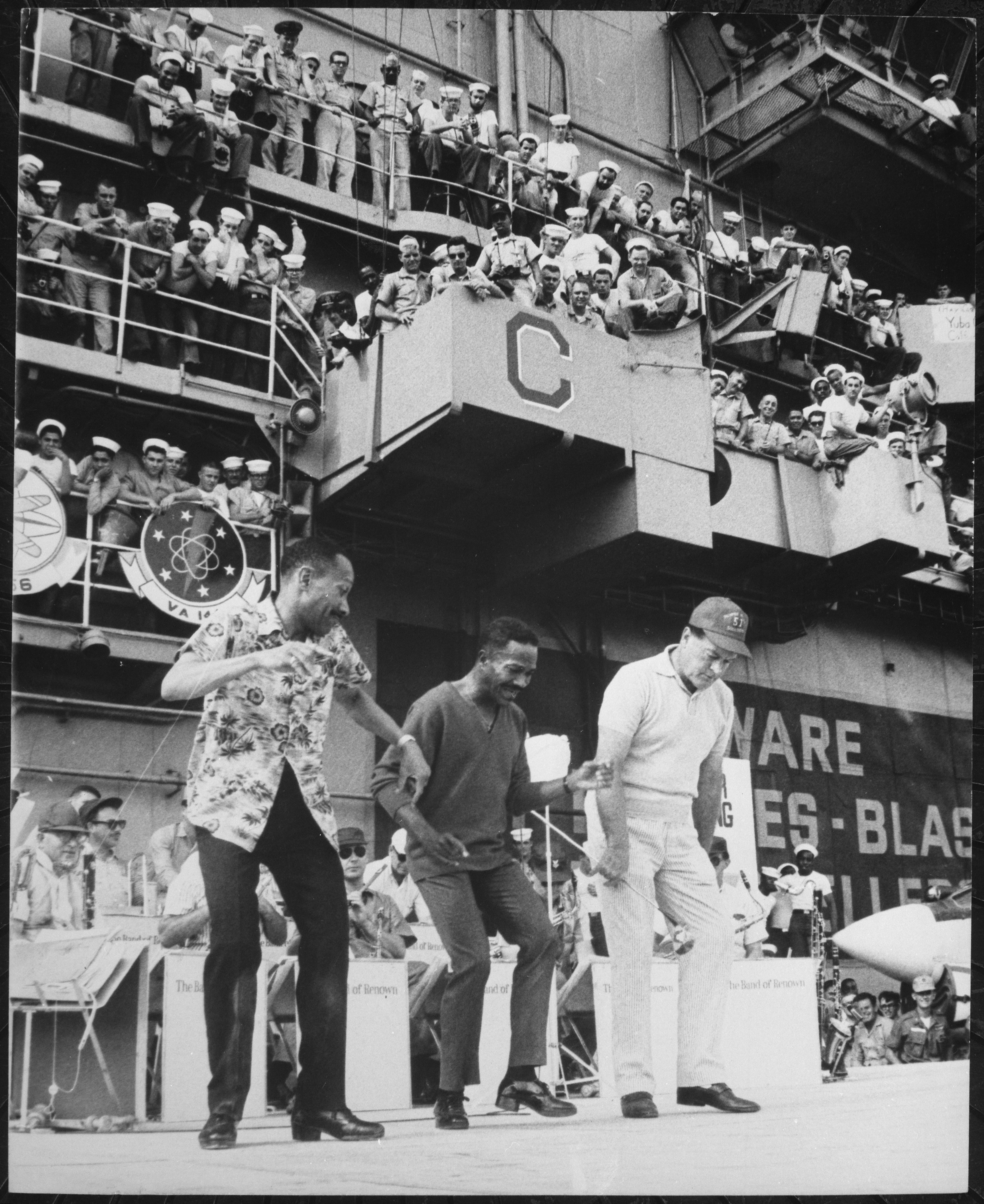
Fayard Nicholas baila con Harold Nicholas y Bob Hope, 1965

En 1932, cuando él tenía 18 años y su hermano sólo 11, se convirtieron en el acto destacado en el Cotton Club en la ciudad de Nueva York. Los hermanos ganaron fama con un estilo único de rhythm tap que mezclaba "pasos magistrales de jazz con movimientos atléticos temerarios y una elegancia de movimiento digna de ballet". Aparecieron en los Ziegfeld Follies en Broadway y en Londres trabajaron con el coreógrafo de jazz Buddy Bradley. Las actuaciones los llevaron a una carrera en el cine. Nicholas apareció en más de 60 películas, incluyendo el musical de 1943 Stormy Weather con su característico baile de escalera.
Su carrera se interrumpió de 1943 a 1944 cuando sirvió en el Ejército de los Estados Unidos durante la Segunda Guerra Mundial. Nicholas alcanzó el rango de Técnico de quinto grado mientras estaba en la Segunda Guerra Mundial.
Después de que su carrera de baile terminó, Nicholas y su esposa, Katherine Hopkins Nicholas, se embarcaron en una gira de conferencias discutiendo sobre la danza. En 2003, Nicholas sirvió como "Leyenda del Festival" en el tercer "Soul to Sole Tap Festival" en Austin, Texas.
Nicholas fue incluido en el National Museum of Dance C.V. Whitney Hall of Fame en 2001.

## Personal
Nicolás se casó tres veces. Siguió siendo amigo de su primera esposa, Geraldine Pate, después de su divorcio. Su segunda esposa fue Barbara January. Se casó con la bailarina Katherine Hopkins en 2000. Fue miembro de la Fe Baháʼí. Nicholas murió de neumonía tras un derrame cerebral en 2006 a los 91 años. Su esposa Katherine murió en 2012.